# Replot

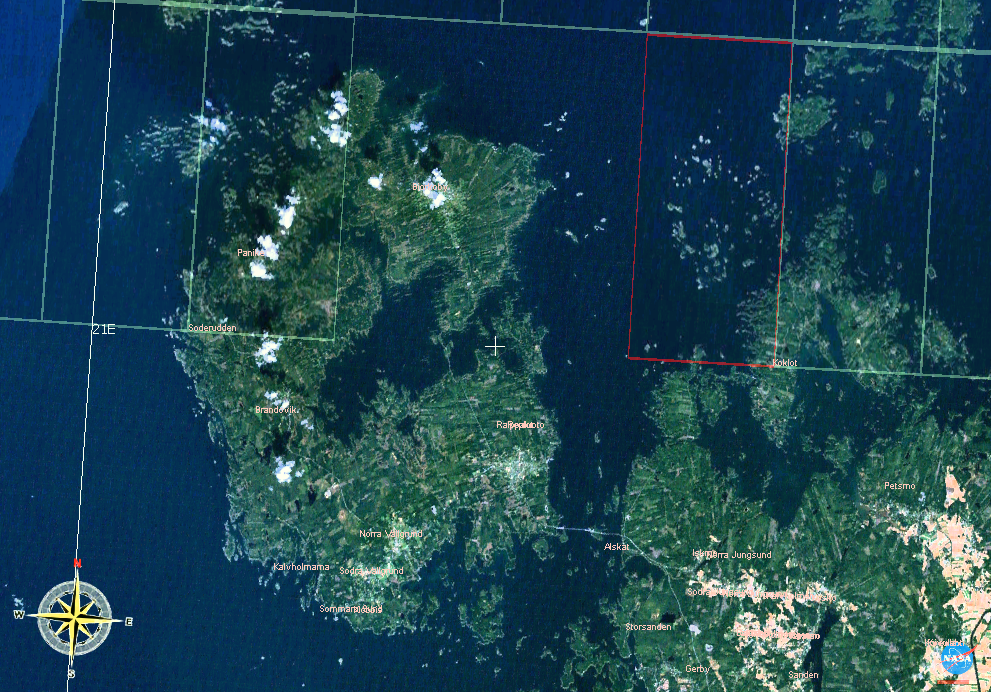
Satellietfoto van de Replot-archipel.

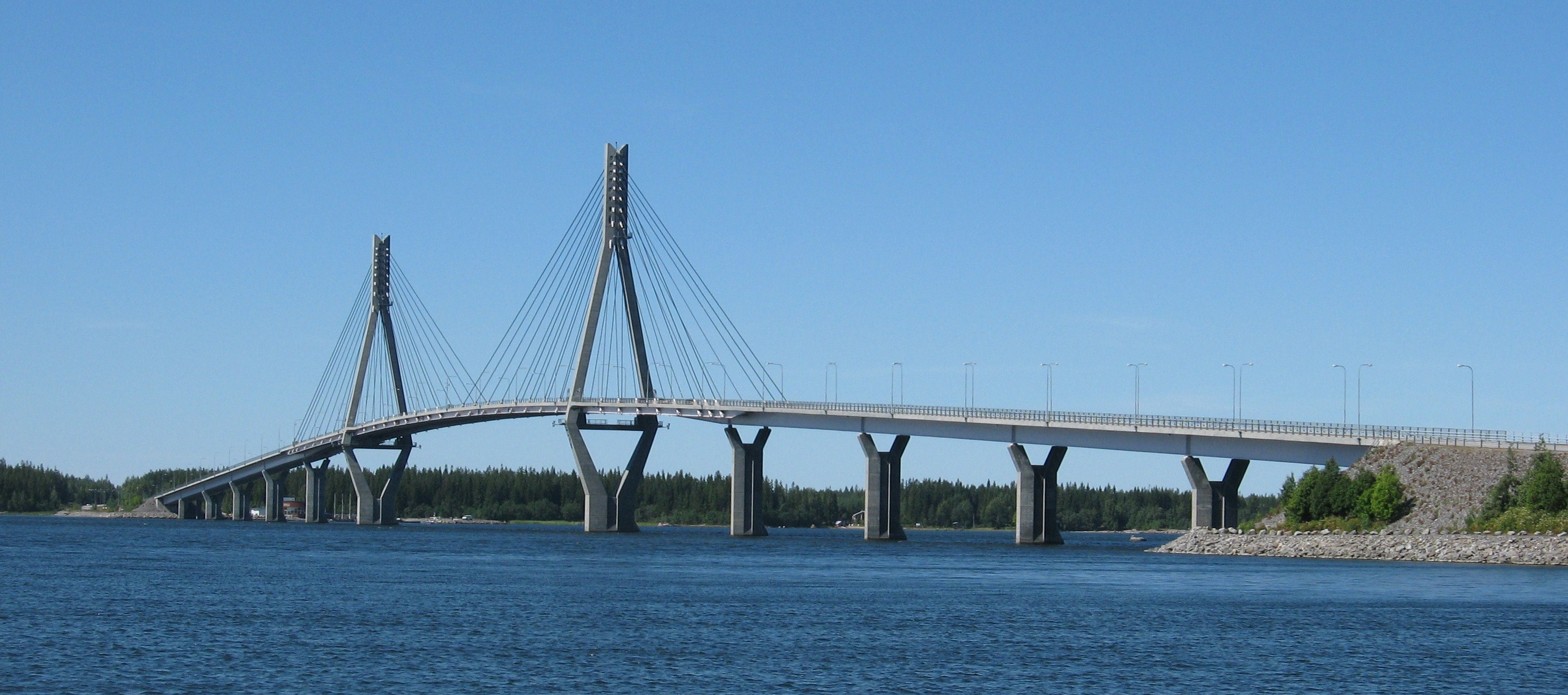
De Replotbrug

Replot (Zweeds Replot; Fins Raippaluoto) is een eiland in de zeestraat Kvarken in de Botnische Golf. Het eiland heeft ongeveer 2100 inwoners, waarvan de meeste Zweedstalig zijn. De oppervlakte is ca. 150 km², waarmee het tot de grootste eilanden van Finland behoort.
Het gebied was alreeds vóór de Zweedse overheersing van Finland bevolkt. De eerste bewoning van het eiland reikt ten minste terug tot de 11e eeuw en mogelijk nog vroeger. Tegenwoordig telt het eiland vier nederzettingen, te weten: Replot Kyrkoby, Norra Vallgrund, Södra Vallgrund en Söderudden, die elk over een eigen basisschool beschikken. Het eiland en het vasteland zijn in 1997 verbonden door de Replotbrug, die een veerdienst verving die sinds de jaren 60 een verbinding met het vasteland onderhield. Tot op heden is de Replotbrug de langste van Finland, met een lengte van 1045 meter.
Replot maakt onderdeel uit van een eilandengroep en op vele van de eilanden die Replot omringen, bevinden zich van oudsher tijdelijke visserijnederzettingen. Vandaag de dag worden de nog aanwezige huisjes vaak aangewend als vakantiewoningen, aangezien de plaatselijke cultuur nog steeds zeer op de omringende zee gericht is. Vissen wordt nu dan ook vooral als recreatieve bezigheid gezien, maar er zijn nog steeds een aantal beroepsvissers actief op Replot.